# Princeton Plasma Physics Laboratory

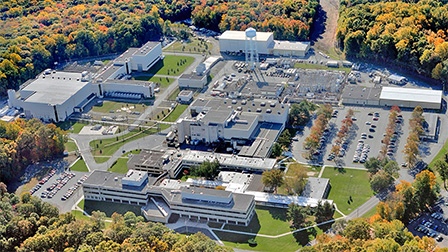
Luftaufnahme des Princeton Plasma Physics Laboratory

Das Princeton Plasma Physics Laboratory ist eine Forschungseinrichtung des US-Energieministeriums. Das Labor liegt im Plainsboro Township im Bundesstaat New Jersey und widmet sich der Erforschung der Plasmaphysik und der Entwicklung der Kernfusion als Energiequelle. Es ist bekannt für die Entwicklung des Stellarator- und Tokamak-Designs, Plasmaphysik allgemein und Erforschung anderer Plasmaeinschlusskonzepte. PPPL befindet sich auf dem Forrestal Campus der Princeton University und umfasst 30 Gebäude auf einer Fläche von ca. 0,367 km².
Das Labor beschäftigte im Jahr 2016 insgesamt 500 Vollzeitkräfte und 40 Studenten. Darüber hinaus reisten etwa 350 Gastwissenschaftler an das Labor. Das Gesamtbudget 2016 betrug 92,92 Millionen US-Dollar.
PPPL ist aus dem streng geheimen Projekt Matterhorn zur Kontrolle thermonuklearer Reaktionen im Kalten Krieg hervorgegangen. Der Schwerpunkt dieses Programms änderte sich 1951 von der Entwicklung von H-Bomben zur Erforschung der friedlichen Nutzung der Kernfusion. Zu dieser Zeit entwickelte Lyman Spitzer den Stellarator als ein Konzept für den magnetisches Einschluss, das von der amerikanischen Atomenergiekommission gefördert wurde. Dies führte in den 1950er und 60er Jahren zum Bau einer weiteren Reihe von Fusionsreaktoren. 1961 wurde Project Matterhorn nach der Aufgabe der Geheimhaltung in Princeton Plasma Physics Laboratory umbenannt.
Die Stellaratoren von PPPL erreichten zunächst nicht die gewünschte Performance. 1968 sorgten Berichte aus der Sowjetunion über die hervorragende Leistung ihrer Tokamaks dafür, dass der PPPL Stellarator Modell C in einen Tokamak umgewandelt wurde. Seit dieser Zeit ist PPPL weltweit führend in Tokamak-Theorie und -Design und baute eine Reihe von rekordbrechender Fusionsreaktoren, darunter den Princeton Large Torus und TFTR. Auch wurden dutzende kleinere Maschinen gebaut, um bestimmte Probleme und Lösungen zu testen, darunter ATC, NSTX und LTX. Der Bau des National Compact Stellarator Experiment wurde 2003 begonnen, konnte aufgrund der Überschreitung von Projektkosten nicht fertiggestellt werden und wurde 2008 gestoppt.
Das National Spherical Torus Experiment (NSTX) ging 1999 in Betrieb. Den 10-wöchigen Betrieb 2016 nach dem 4-jährigen Upgrade zum NSTX-U beendete ein zerstörerischer Quench eines Magneten. Dieser und fünf gleichartige Magnete sollen in den nächsten Jahren ersetzt werden (Stand 2020).
Das Lithium Tokamak Experiment (LTX-β) widmet sich der Erforschung des Einsatzes von Lithium als Flüssigmetall-Wand in Fusionsreaktoren.

## Andere nationale und internationale Forschungsaktivitäten
PPPL-Forscher sind national und international in Fusionsexperimenten involviert, darunter DIII-D in San Diego, EAST in China, JET im Vereinigten Königreich, KSTAR in Südkorea, LHD in Japan, Wendelstein 7-X (W7 -X) in Deutschland und der International Thermonuclear Experimental Reactor (ITER) in Frankreich.
PPPL verwaltet die US-amerikanischen ITER-Projektaktivitäten zusammen mit dem Oak Ridge National Laboratory und dem Savannah River National Laboratory. Das Labor lieferte 2017 75 % der Komponenten für das elektrische Netzwerk des Fusionsenergieexperiments und leitete die Entwicklung und den Bau von sechs Diagnostiken zur Analyse von ITER-Plasmen. Der PPPL-Physiker Richard Hawryluk war von 2011 bis 2013 stellvertretender ITER-Generaldirektor. Im Jahr 2022 entwickelten PPPL-Wissenschaftler mit Wissenschaftlern aus anderen nationalen Forschungseinrichtungen und Universitäten über mehrere Monate hinweg während des gemeinsamen US ITER Research Program Basic Research Needs Workshop einen US-ITER-Forschungsplan.
PPPL strebt an, die Entwicklung der Fusionsenergie durch die Entwicklung von öffentlich-privaten Partnerschaften zu beschleunigen.